# Cricket en Nouvelle-Calédonie
 (novembre 2024).
Si vous disposez d'ouvrages ou d'articles de référence ou si vous connaissez des sites web de qualité traitant du thème abordé ici, merci de compléter l'article en donnant les références utiles à sa vérifiabilité et en les liant à la section « Notes et références ».
 (février 2023).
Le cricket est joué en Nouvelle-Calédonie depuis le XIXe siècle.

## Histoire
Ce sport est apporté au XIXe siècle par les missionnaires britanniques.
Vers 1900 ont les premiers matchs de cricket dans le district de Guahma, des confrontations masculines entre les tribus de Roh et Netché.